# Ди (шаньюй)
Ди (кит. упр. 逐, пиньинь di, тронное имя Хайтуншичжухоу Ди  кит. упр. 醢童尸逐侯鞮, пиньинь Haitong Shidihoudi) — шаньюй хунну с 59 года по 63 год. Сын Хуханье II. 

## Правление
Взошёл на трон в 59 году. В 62 году 6000-7000 северных хунну напали на Уюань в Юньчжуне и дошли до Юаньяна. Ди смог отбить их до того, как подоспели войска Ма Нана, правителя Сихэ. В 63 скончался, на престол взошёл двоюродный брат Су.